# Commanderie de Bonnevaux
Pour les articles homonymes, voir Bonnevaux.
La commanderie de Bonnevaux (Bona Vallis) était une commanderie hospitalière d'origine templière située dans le département de la Haute-Marne, en région Champagne-Ardenne, à environ 5 km au nord-ouest de Chaumont sur la commune de Jonchery.

## Histoire

### Fondation
En 1140, les terres de Bonnevaux sont données aux Templiers de Mormant. Raimbaud, chevalier de Sexfontaines, confirmera ce don de son père dans une charte de 1159, devant Godefroy, évêque de Langres.

### Reprise par les Hospitaliers
Après la suppression de l'ordre du Temple lors du concile du concile de Vienne de 1312, la commanderie, comme l'ensemble de biens templiers, est dévolue aux Hospitaliers de l'ordre de Saint-Jean de Jérusalem.
La commanderie est alors rattachée à l'abbaye de Mormant.

### Destruction
Les anciens bâtiments de la commanderie ont été détruits longtemps avant la Révolution française, mais la commanderie même subsista et conserva son bénéfice curial et eut des titulaires jusqu'en 1791.
Près de l'église de Bonnevaux se trouvait l'ancien cimetière de la commanderie, qui était également à l'usage des communes de Jonchery et de Laharmand, et qui servit jusqu'au XVIIe siècle.
Seul reste aujourd'hui la ferme de Bonnevaux, écart situé entre Jonchery et Laharmand, sur les bords du ruisseau du même nom.

### Commandeurs
- Nicolas Gaillard, cité en 1513 et 1525. À sa mort, il est inhumé en l'église de la commanderie.
- Charles-François de Cluny, cité en 1780 et 1783. Il est ensuite commandeur de la commanderie de La Romagne.
- Louis-Auguste de la Vallée-Pimodan, cité en 1783 et 1789.
- Mérigny, cité en 1789 et 1791. Fidèle et déporté, il demeurait à Chaumont.